# Münch (thüringisches Adelsgeschlecht)

Wappen derer von Münch

Münch, auch Munch oder Muench, ist der Name eines alten thüringischen Adelsgeschlechts der Grafschaft Camburg.

## Geschichte
Das Geschlecht erscheint erstmals urkundlich am 9. Oktober 1180 mit dem Reichsministerialen Heinrich von Würchhausen (Wirchusen) auf Würchhausen, begütert in Nieder-Reißen bei Buttstädt und in Wormstädt, Altenburg. Unter seinem heutigen Namen erscheint die Familie erstmals urkundlich am 2. Juni 1311 mit Bernardus Monachus de Camburg und 1348 bis 1349 mit Nycolaus Munche de Wirchhusen, begütert in Gosserstädt (seit dem 17. Jahrhundert Münchengosserstädt) und Wormstädt. Die sichere Stammreihe beginnt mit Christoph Münch, Herr auf Würchhausen und Döbritschen, der urkundlich von 1535 bis 1570 erscheint.

## Besitzungen
Der Ort Bernsdorf, heute Münchenbernsdorf, erhielt diesen Familiennamen „Münch“ als Zusatz, als die Herzöge Friedrich und Johann von Sachsen 1487 ihrem Rat und Amtmann zu Jena Heinrich Monch den Rittersitz mit Vorwerk und Dorf zu Bernßdorf und dem Vorwerk zu Rothembach belehnten.
1494 besaß Hermann von Münch das Gut Wirchhausen (Würchhausen), welches noch 1615 der Familie gehörte. Gütern bei Münchenbernsdorf, Dornburg, Herrengosserstedt, Münchengosserstädt, Ramala, Salborn und Ulrichshalben. Später auch in Sachsen und Preußen beheimatet.

## Wappen

Wappen nach Siebmacher, 1605

Das Stammwappen zeigt in von Rot und Silber geschachtem Schild zwei blauen Balken (auch auf Blau zwei von Rot und Silber geschachte Balken). Auf dem Helm mit rechts blau-silbernen und links rot-silbernen Decken zwei wie der Schild bezeichnete Büffelhörner.
Stammes- und Wappenverwandt mit den von Würchhausen und Wappenverwandt mit den von Teuchern

## Namensträger
- Ingo von Münch (* 1932), deutscher Jurist und Verfassungsrechtler
- Leberecht von Münch (* 1774; † 1858), herzoglich sächsisch-coburgischer und -gothaischer Generalmajor